# Rhizobium leguminosarum

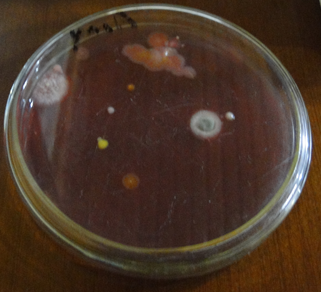
Exemple del cultiu de la bactèria Rhizobium Leguminosarum.

Rhizobium leguminosarum és una de les espècies de bacteris que fa la fixació del nitrogen atmosfèric a través de l'associació simbiòtica en les arrels de diverses espècies de plantes lleguminoses, en concret R. leguminosarum infecta les arrels de pèsols, trèvols i fesols.
L'espècie Rhizobium leguminosarum està subdividida en tres biovars segons la presència de plasmidis diferents: R. leguminosarum biovar viciae, R. leguminosarum biovar trifolii i R. leguminosarum biovar phaseoli.
En les espècies de Rhizobium, la majoria dels gens que controlen la nodulació, especificitat amb els hostes, i la fixació del nitrogen estan localitzats en grans plasmidis transferibles anomenats plasmidis sym. En el cas de Rhizobium leguminosarum aquests plasmids es poden perdre de manera espontània freqüentment i també poden experimentar rearranjaments que resulten en la pèrdua de la seva capacitat simbiòtica.